# IC 2758
IC 2758 је спирална галаксија у сазвјежђу Лав која се налази на листи објеката дубоког неба у Индекс каталогу.
Деклинација објекта је + 7° 48' 50" а ректасцензија 11h 22m 3,2s. Привидна величина (магнитуда) објекта IC 2758 износи 14,2 а фотографска магнитуда 15,0. IC 2758 је још познат и под ознакама CGCG 39-148, NPM1G +08.0249, PGC 34857.